# Mores
Mores là một đô thị ở tỉnh Sassari trong vùng Sardegna, có khoảng cách khoảng 150 km về phía bắc của Cagliari và cách khoảng 30 km về phía đông nam của Sassari. Tại thời điểm ngày 31 tháng 12 năm 2004, đô thị này có dân số 2.041 người và diện tích là 95,1 km².
Mores giáp các đô thị: Ardara, Bonnanaro, Bonorva, Ittireddu, Ozieri,` Siligo, Torralba.